# Кремний
| 14       | Кремний |
| Si28,085 |         |
| 3s23p2   |         |

Кре́мний (химический символ — Si, от лат. Silicium) — химический элемент 14-й группы (по устаревшей классификации — главной подгруппы четвёртой группы, IVA), третьего периода периодической системы химических элементов Д. И. Менделеева, с атомным номером 14.
Простое вещество кремний представляется в различных модификациях. В аморфной форме — это коричневый порошок, в кристаллической — тёмно-серый, слегка блестящий полуметалл, являющийся вторым по распространённости химическим элементом в земной коре (после кислорода).
Имеет очень важное значение для современной электроники.

## История открытия и происхождение названия
Существование кремния было предсказано Йёнсом Якобом Берцелиусом в 1810 году. Позже, в 1823 году он выделил аморфный кремний путём восстановления фторида кремния SiF4 калием и подробно описал его химические свойства. Новому элементу было дано название «силиций» (от лат. silex — кремень). Русское название «кремний» введено в 1834 году российским химиком Германом Ивановичем Гессом.
Впервые в чистом виде кремний был выделен в 1811 году французскими учёными Жозефом Луи Гей-Люссаком и Луи Жаком Тенаром.

## Нахождение в природе
Содержание кремния в земной коре составляет по разным данным 27,6—29,5 % по массе. Таким образом, по распространённости в земной коре кремний занимает второе место после кислорода. Концентрация в морской воде 3 мг/л.
В земной коре кремний встречается только в связанном виде. Чаще всего в природе кремний встречается в виде кремнезёма — соединений на основе оксида кремния(IV) SiO2 (около 12 % массы земной коры). Основные минералы и горные породы, образуемые диоксидом кремния, — это песок (речной и кварцевый), кварц и кварциты, кремень, полевые шпаты.
Вторую по распространённости в природе группу соединений кремния составляют силикаты и алюмосиликаты.
Отмечены единичные факты нахождения чистого кремния в самородном виде.

## Изотопы и их применение
Кремний состоит из стабильных изотопов 28Si (92,23 %), 29Si (4,67 %) и 30Si (3,10 %). Остальные изотопы являются радиоактивными.
Ядро 29Si (как и протон) имеет ядерный спин I = 1/2 и всё шире используется в спектроскопии ЯМР. 31Si, образующийся при действии нейтронов на 30Si, имеет период полураспада равный 2,62 ч. Его можно определить по характеристическому β-излучению, и он очень удобен для количественного определения кремния методом нейтронно-активационного анализа. Радиоактивный нуклид 32Si имеет самый большой период полураспада (~170 лет) и является мягким (низкоэнергетическим) β-излучателем.

## Физические свойства

### Кристаллическая структура

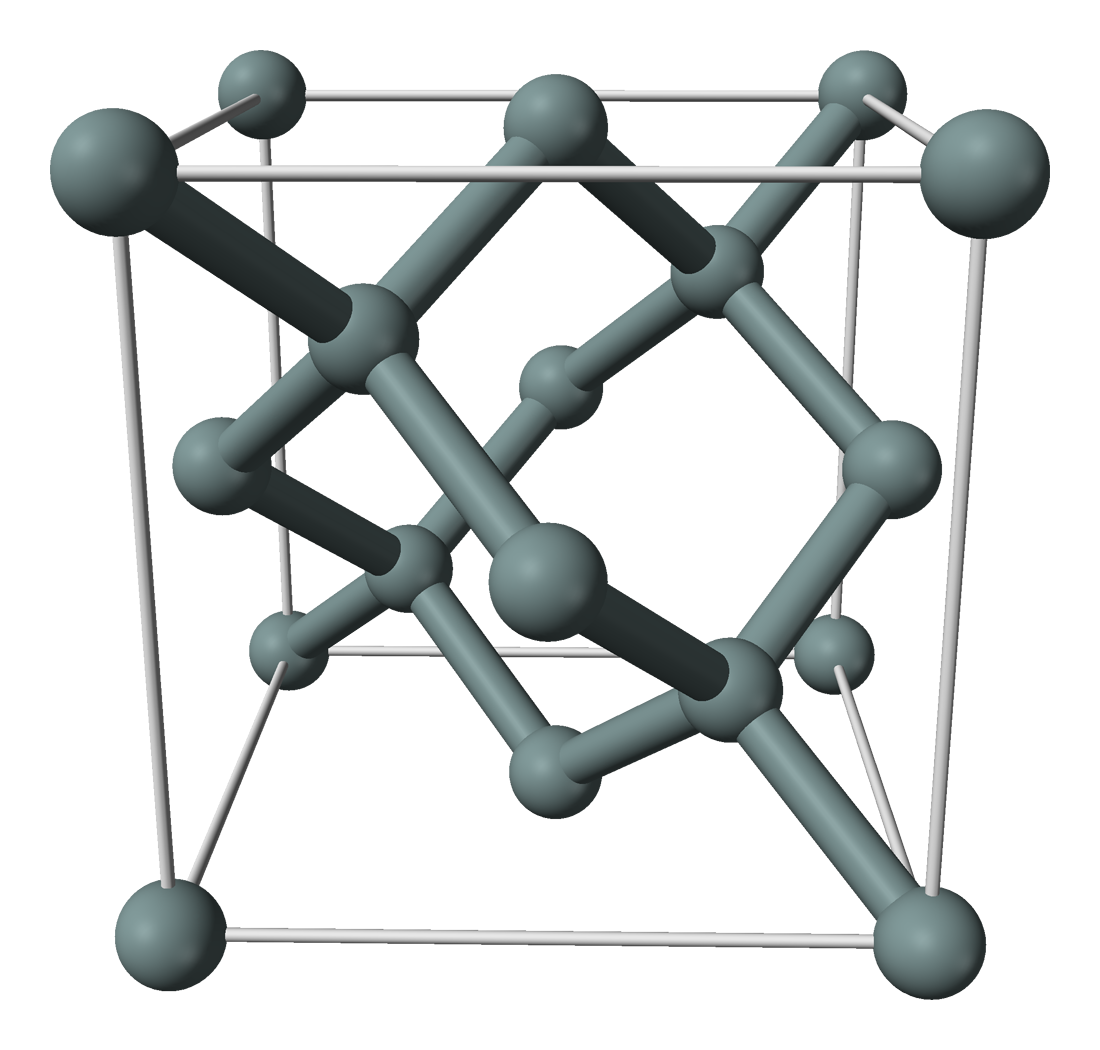
Кристаллическая структура кремния.

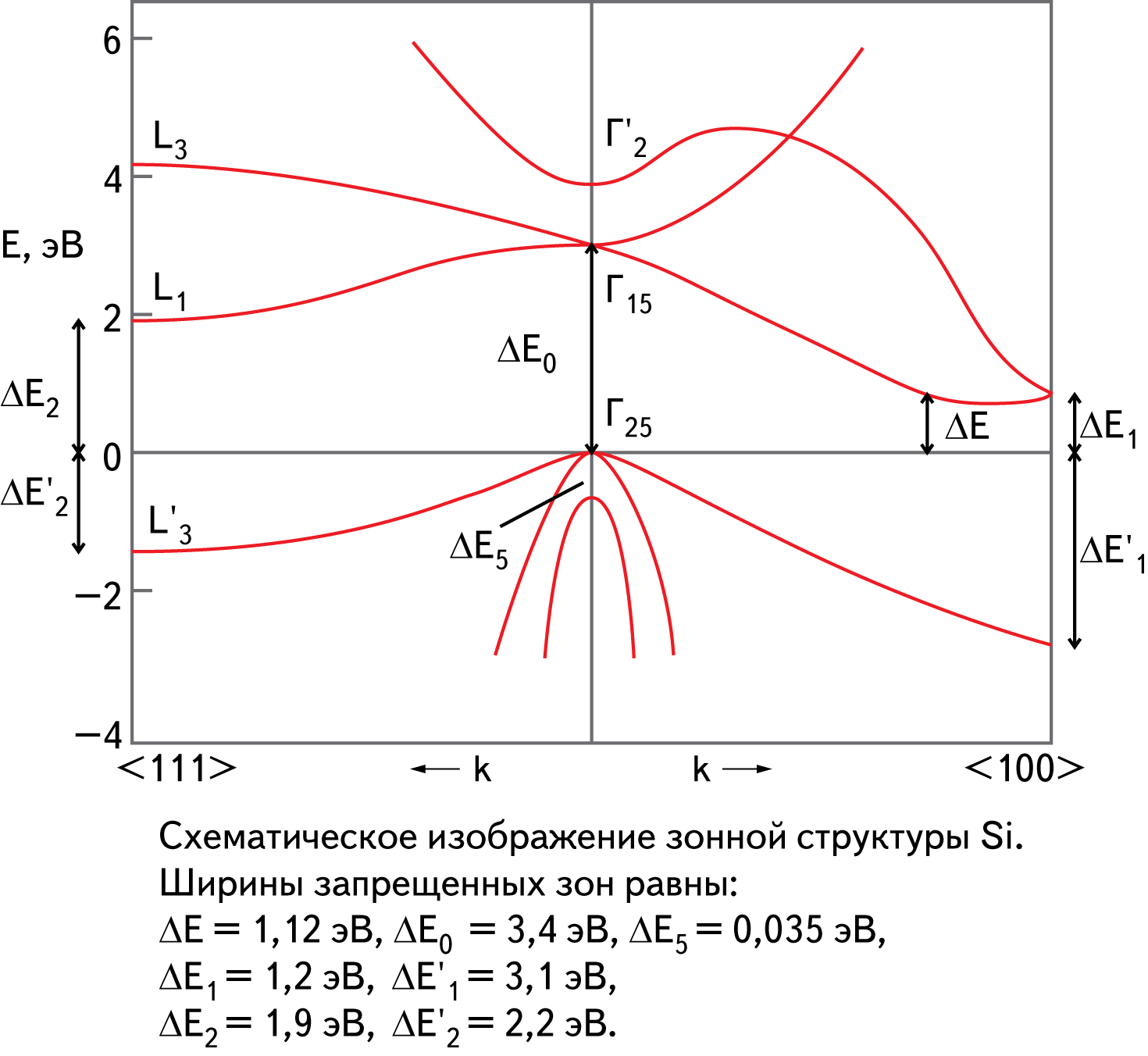
Схематическое изображение зонной структуры кремния

Подвижность электронов и дырок в кремнии в зависимости от концентрации легирующей примеси при 300 К

Кристаллическая решётка кремния кубическая гранецентрированная типа алмаза, параметр а = 0,54307 нм (при высоких давлениях получены и другие полиморфные модификации кремния), Вследствие большей длины связи Si—Si по сравнению с длиной связи С—С твёрдость кремния значительно меньше, чем алмаза. Кремний хрупок, и только при нагревании выше 800 °C он становится пластичным веществом.

### Оптические свойства
Прозрачен для инфракрасного излучения с длиной волны в диапазоне от 1 до 9 микрометров.

### Электрофизические свойства
Элементарный кремний в монокристаллической форме является непрямозонным полупроводником. Ширина запрещённой зоны при комнатной температуре составляет 1,12 эВ, а при Т = 0 К — 1,21 эВ. Концентрация собственных носителей заряда в кремнии при нормальных условиях составляет около 1,5⋅1010 см−3.
На электрофизические свойства кристаллического кремния большое влияние оказывают содержащиеся в нём примеси. Для получения кристаллов кремния с дырочной проводимостью в его состав вводят атомы элементов III группы, таких, как бор, алюминий, галлий, индий. Для получения кристаллов кремния с электронной проводимостью в кремний вводят атомы элементов V группы, таких, как фосфор, мышьяк, сурьма.
При создании электронных приборов на основе кремния используется преимущественно приповерхностный слой монокристалла (толщиной до десятков мкм), поэтому качество поверхности кристалла может оказывать существенное влияние на электрофизические свойства кремния и, соответственно, на свойства созданного электронного прибора. При изготовлении некоторых приборов используется технология, модифицирующая поверхность монокристалла, например, обработка поверхности кремния различными химическими реагентами и её облучение.
Некоторые электрофизические параметры монокристаллического кремния при нормальных условиях
- Диэлектрическая проницаемость: 12[2]
- Подвижность электронов: 1200—1450 см²/(В·c).
- Подвижность дырок: 500 см²/(В·c).
- Ширина запрещённой зоны 1,21 эВ при 0 К.
- Время жизни свободных электронов: 5 нс — 10 мс.
- Длина свободного пробега электронов: порядка 1 мм.
- Длина свободного пробега дырок: порядка 0,2—0,6 мм.
- Собственная концентрация носителей заряда: 5,81⋅1015 м−3 (при 300 K).

## Химические свойства

### Гибридизация

Схема ковалентных связей в кристаллическом кремнии

Подобно атомам углерода, для атомов кремния является характерным состояние sp3-гибридизации орбиталей, поэтому чистый кристаллический кремний образует алмазоподобную кубическую кристаллическую решётку с координационным числом 4, в которой кремний четырёхвалентен и связан с соседними атомами кремния ковалентными связями. В соединениях кремний обычно также проявляет себя как четырёхвалентный элемент со степенями окисления +4 или −4. Известны двухвалентные соединения кремния, например, монооксид кремния — SiO.

### Химическая инертность кремния
При нормальных условиях кремний химически малоактивен. Такая химическая инертность кремния связана с пассивацией поверхности слоем диоксида кремния нанометровой толщины, немедленно образующегося в присутствии кислорода, воздуха или воды (водяных паров).

### Реакция с галогенами
При нормальной температуре кремний активно реагирует только с газообразным фтором, при этом образуется летучий тетрафторид кремния {\displaystyle {\ce {SiF4}}}:
{\displaystyle {\ce {Si + 2F2 -> SiF4 ^}}}.
При нагревании до температуры свыше 400—500 °C кремний взаимодействует с другими галогенами — хлором, бромом и иодом — с образованием соответствующих легко летучих тетрагалогенидов {\displaystyle {\ce {SiX4}}}, {\displaystyle {\ce {X}}} — галоген, и, возможно, галогенидов более сложного состава.

### Реакция с кислородом
При нагревании до температуры свыше 400—500 °C кремний реагирует с кислородом с образованием диоксида SiO2:
{\displaystyle {\ce {Si + O2 ->[400-500^oC] SiO2}}}.
Процесс сопровождается увеличением толщины слоя диоксида на поверхности, скорость процесса окисления лимитируется диффузией атомарного кислорода сквозь плёнку диоксида.

### Получение монооксида кремния
При восстановлении SiO2 кремнием при температурах свыше 1200 °C образуется оксид кремния(II) — SiO:
{\displaystyle {\ce {Si + SiO2 ->[t > 1200^oC] 2SiO}}}.
Этот процесс сопровождает выращивание монокристаллов кремния направленной кристаллизацией методами Чохральского, в которых используются тигли из диоксида кремния, как наименее загрязняющего кремний материала.

### Получение силанов
С водородом кремний непосредственно не реагирует. Соединения кремния с водородом — силаны с общей формулой {\displaystyle {\ce {Si_{\mathit {n}}H_{2{\mathit {n}}+2}}}} — получают косвенным путём. Моносилан {\displaystyle {\ce {SiH4}}} (его часто называют просто силаном) выделяется при взаимодействии силицидов активных металлов с растворами кислот, например:
{\displaystyle {\ce {Ca2Si + 4HCl -> 2CaCl2 + SiH4 ^}}}
Образующийся в этой реакции силан {\displaystyle {\ce {SiH4}}} содержит примесь и других силанов, в частности, дисилана {\displaystyle {\ce {Si2H6}}} и трисилана {\displaystyle {\ce {Si3H8}}}, в которых имеется цепочка из атомов кремния, связанных между собой одинарными связями {\displaystyle {\ce {(-Si-Si-Si{}-)}}}.

### Реакция с азотом и бором
С азотом и бором кремний реагирует при температуре около 1000 °C, образуя соответственно нитрид Si3N4 и термически и химически стойкие бориды разного состава SiB3, SiB6 и SiB12.

### Получение карборунда
При температурах свыше 1000 °C получают карбид кремния SiC (карборунд), представляющий собой бинарное соединение кремния и его ближайшего аналога по таблице Менделеева — углерода. Этот карбид характеризуется высокой твёрдостью и химической инертностью:
{\displaystyle {\ce {Si + C ->[t > 1000^oC] SiC}}}.
При этом расплав кремния (1415 °C) может длительное время контактировать с углеродом в виде крупных кусков плотноспечённого мелкозернистого графита изостатического прессования, практически не растворяя и никак не взаимодействуя с последним.
Карборунд широко используется как абразивный материал.

### Растворимость некоторых металлов в кремнии
Нижележащие элементы 4-й группы периодической системы (германий, олово, свинец), а также ряд других металлов, неограниченно растворимы в кремнии.

### Силициды
При нагревании кремния с металлами ({\displaystyle {\ce {Me}}}) могут образовываться их соединения — силициды:
{\displaystyle {\ce {m Si + n Me{}->[{\ce {t\ ^{o}C}}] Me_{n}Si_{m}}}}.
Силициды можно подразделить на две группы: ионно-ковалентные (силициды щелочных и щёлочноземельных металлов типа {\displaystyle {\ce {Ca2Si,}}} {\displaystyle {\ce {Mg2Si}}} и др.) и металлоподобные (силициды переходных металлов). Силициды активных металлов разлагаются под действием кислот, силициды переходных металлов химически стойки и под действием кислот не разлагаются.
Металлоподобные силициды имеют высокие температуры плавления (до 2000 °C). Наиболее часто образуются металлоподобные силициды составов {\displaystyle {\ce {MeSi,}}} {\displaystyle {\ce {Me3Si2,}}} {\displaystyle {\ce {Me2Si3,}}} {\displaystyle {\ce {Me5Si3}}} и {\displaystyle {\ce {MeSi2}}}. Металлоподобные силициды химически инертны, устойчивы к действию кислорода даже при высоких температурах.
С железом кремний образует эвтектическую смесь, что позволяет спекать (сплавлять) эти материалы для образования ферросилициевой керамики при температурах заметно меньших, чем температуры плавления железа и кремния.

### Некоторые кремнийорганические соединения
Для кремния характерно образование кремнийорганических соединений, в которых атомы кремния связаны с один или более органическим заместителем {\displaystyle {\ce {R2 = CH3}}}, {\displaystyle {\ce {C2H5}}}, {\displaystyle {\ce {C6H5}}}, {\displaystyle {\ce {CH2CH2CF3}}} и др.
Пример реакции получения:
{\displaystyle {\ce {2Zn(C2H5)2 + SiCl4 -> Si(C2H5)4 + 2ZnCl2}}}.

### Травление кислотами
Для травления кремния наиболее широко используют смесь плавиковой и азотной кислот — «Императорскую водку». Некоторые специальные травители предусматривают добавку хромового ангидрида и иных веществ. При травлении кислотный травильный раствор быстро разогревается до температуры кипения, при этом скорость травления многократно возрастает.
1. {\displaystyle {\ce {Si + 2HNO3 -> SiO2 + NO ^ + NO2 ^ + H2O}}},
2. {\displaystyle {\ce {SiO2 + 4HF -> SiF4 ^ + 2H2O}}},
3. {\displaystyle {\ce {3SiF4 + 3H2O -> 2H2SiF6 + H2SiO3 v}}}.

### Травление щелочами
Для травления кремния могут использоваться водные растворы щелочей. Травление кремния в щелочных растворах начинается при температуре раствора более 60 °C.
1. {\displaystyle {\ce {Si + 2KOH + H2O -> K2SiO3 + 2H2 ^}}},
2. {\displaystyle {\ce {K2SiO3 + 2H2O -> H2SiO3 + 2KOH}}}.

## Получение
Свободный кремний можно получить прокаливанием мелкого белого песка (диоксида кремния) с порошком магния:
{\displaystyle {\ce {SiO_2 + 2Mg -> 2MgO + Si,}}}
при этом кремний образуется в виде аморфного кремния, имеющего вид бурого порошка.
В промышленности кремний технической чистоты получают восстанавлением расплав SiO2 коксом при температуре около 1800 °C в рудотермических печах шахтного типа. Чистота полученного таким образом кремния может достигать 99,9 % (основные примеси — углерод, металлы).
Возможна дальнейшая очистка кремния от примесей.
- Очистка в лабораторных условиях может быть проведена путём предварительного получения силицида магния Mg2Si. Далее из силицида магния с помощью соляной или уксусной кислот получают газообразный моносилан SiH4. Моносилан очищают ректификацией, сорбционными и друггими методами, а затем разлагают на кремний и водород при температуре около 1000 °C.
- Очистка кремния в промышленных масштабах осуществляется путём непосредственного хлорирования кремния. При этом образуются смесь соединений SiCl4, SiHCl3 и SiH2Cl2. Их различными способами очищают от примесей (как правило, перегонкой и диспропорционированием) и на заключительном этапе восстанавливают чистым водородом при температурах от 900 до 1100 °C.
- Разрабатываются более дешёвые, экологически чистые и эффективные промышленные технологии очистки кремния. На 2010 год к таковым можно отнести технологии очистки кремния с использованием фтора (вместо хлора); технологии, предусматривающие дистилляцию монооксида кремния; также технологии, основанные на растворении примесей, концентрирующихся на межкристаллитных границах.

Содержание примесей в доочищенном кремнии может быть снижено до 10−8—10−6 % по массе. Более подробно вопросы получения сверхчистого кремния рассмотрены в статье Поликристаллический кремний.
Способ получения кремния в чистом виде разработан Николаем Николаевичем Бекетовым.
В России технический кремний производится «ОК Русал» на заводах в г. Каменск-Уральский (Свердловская область) и г. Шелехов (Иркутская область).

## Применение

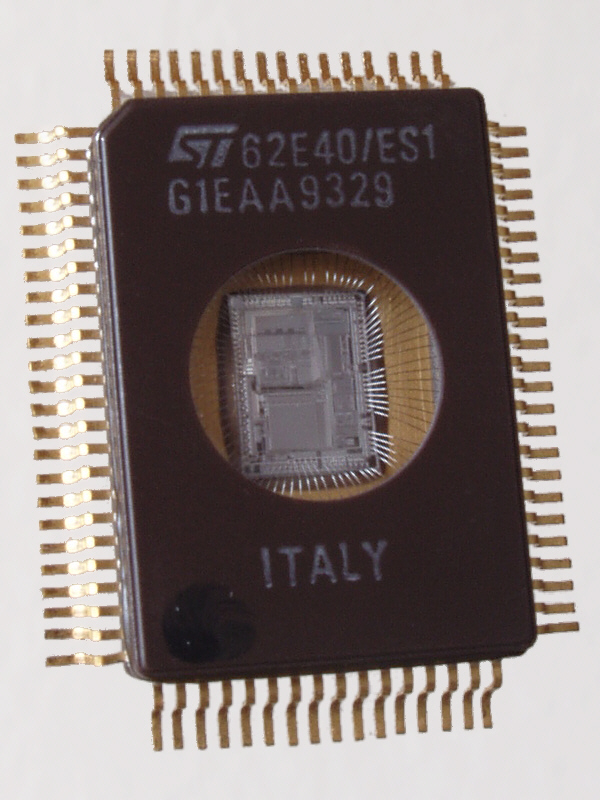
Микроконтроллер 1993 года с УФ стиранием памяти 62E40 европейской фирмы STMicroelectronics. За окошечком виден кристалл микросхемы — кремниевая подложка с выполненной на ней схемой.

Технический кремний находит следующие применения:
- сырьё для металлургических производств: компонент некоторых сплавов (бронзы, алюминиевых литейных сплавов силумины);
- раскислитель (при выплавке чугуна и сталей); модификатор свойств металлов или легирующий элемент (например, добавка определённого количества кремния при производстве трансформаторных сталей уменьшает коэрцитивную силу готового ферромагнитного материала) и т. п.;
- сырьё для производства более чистого поликристаллического кремния и очищенного металлургического кремния (в литературе называется «umg-Si»);
- сырьё для производства кремнийорганических материалов, силанов;
- иногда кремний технической чистоты и его сплав с железом (ферросилиций) используется для производства водорода в полевых условиях;
- для производства солнечных батарей;
- антиблок (антиадгезивная добавка) в производстве пластмасс.

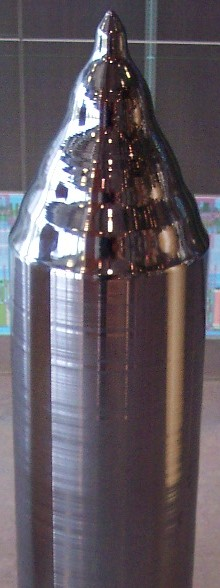
Монокристалл кремния, выращенный по методу Чохральского

Сверхчистый кремний преимущественно используется для производства различных дискретных электронных приборов (транзисторов, полупроводниковых диодов) и микросхем.
Чистый кремний, отходы сверхчистого кремния, очищенный металлургический кремний в виде поликристаллического кремния являются основным сырьевым материалом для солнечной энергетики.
Монокристаллический кремний — помимо электроники и солнечной энергетики, используется для изготовления оптических элементов, работающих в инфракрасном диапазоне и зеркал газовых лазеров.
Соединения металлов с кремнием — силициды — являются широко употребляемыми в промышленности (например, электронной и атомной) материалами с сочетанием полезных химических, электрических и ядерных свойств (устойчивость к окислению, нейтронам и др.). Силициды ряда химических элементов являются важными термоэлектрическими материалами.
Соединения кремния служат основой для производства стекла и цемента. Производством стекла и цемента занимается силикатная промышленность, также производящая другие силикатные материалы — силикатную керамику — кирпич, фарфор, фаянс и изделия из них.
Широко известен силикатный клей, применяемый в строительстве как вяжущее средство, а в пиротехнике и в быту для склеивания бумаги и картона.
Получили широкое распространение силиконовые масла и силиконы — материалы на основе кремнийорганических соединений.

## Биологическая роль
Для некоторых организмов кремний является важным биогенным элементом. Он входит в состав опорных образований у растений и скелетных — у животных. В больших количествах кремний концентрируют морские организмы — диатомовые водоросли, радиолярии, губки. Относительно других видов наземных растений большие количества кремния содержатся в хвощах (род Equisetum), злаках, в основном, подсемейства Бамбуковые (Bambusoideae) и видах рода Рис (Orýza), в том числе в культурном рисе.
Он также входит в клеточные стенки некоторых организмов и является активным центром более десятка изученных ферментов, ответственных за связывание диатомового кремнезёма y некоторых ракообразных.
Кремний встречается во многих растениях в виде элемента, который необходим для правильного развития, но не было доказано, что он необходим для развития всех видов. Обычно его присутствие повышает устойчивость к вредителям, особенно грибам, препятствует их проникновению в ткани растений, насыщенных кремнезёмом. Аналогично, в случае животных, потребность в кремнии была показана для шестилучевых губок. У позвоночных накопление кремния происходит в относительно больших количествах в волосах и перьях (например, овечья шерсть содержит 0,02—0,08 % {\displaystyle {\ce {SiO2}}}). Мышечная ткань человека содержит (1—2)⋅10−2 % кремния, костная ткань — 17⋅10−4 %, кровь — 3,9 мг/л. С пищей в организм человека ежедневно поступает до 1 г кремния.

### В организме человека
Доказано, что соединения кремния имеют важное значение для здоровья человека, в частности, для ногтей, волос, костей и кожи. Исследования показывают, что женщины в пременопаузе с более высоким потреблением биодоступного кремния имеют более высокую плотность костной ткани, а также, что добавки кремния может увеличить объём и плотность кости у пациентов с остеопорозом.
Потребность организма человека — около 20—30 мг кремния в день. Беременным женщинам, людям после хирургических операций на костях и пожилым людям требуется более высокая доза, так как количество этого элемента в органах уменьшается с возрастом. Это происходит главным образом в соединительной ткани, из которой строятся сухожилия, слизистые оболочки, стенки кровеносных сосудов, клапаны сердца, кожа и костно-суставная система.
Кремний способствует удалению токсичных веществ из клеток, воздействует на капилляры, повышая прочность и эластичность их стенок, увеличивает прочность костной ткани, усиливает защитные силы организма от инфекций, предотвращает преждевременное старение. Снимает раздражения и воспаления кожи, улучшая её общий вид и предотвращая вялость, уменьшает выпадение волос, ускоряет их рост, укрепляет ногти.
Поскольку кремний участвует в формировании костной ткани, обеспечивая эластичность кровеносных сосудов, участвующих в поглощении кальция из пищи и роста волос и ногтей, его дефицит в организме человека может вызвать заболевания костей, общее замедление роста, бесплодие, отсутствие развития и остеопороз.

### Гигиенические аспекты
Диоксид кремния в нормальных условиях является твёрдым биоинертным, неразлагаемым веществом, склонным к образованию пыли, состоящей из микрочастиц с острыми кромками. Вредное действие диоксида кремния и большинства силицидов и силикатов основано на раздражающем и фиброгенном действии, на накоплении вещества в ткани лёгких, вызывающем тяжёлую болезнь — силикоз.
Для защиты органов дыхания от пылевых частиц используются противопылевые респираторы. Тем не менее, даже при использовании средств индивидуальной защиты носоглотка, горло у людей, систематически работающих в условиях запылённости соединениями кремния и особенно монооксидом кремния, имеют признаки воспалительных процессов на слизистых оболочках.
Нормы предельно допустимых концентраций по кремнию привязаны к содержанию пыли диоксида кремния в воздухе. Это связано с особенностями химии кремния:
- Чистый кремний, равно как карбид кремния, в контакте с водой или кислородом воздуха образует на поверхности непроницаемую плёнку диоксида кремния, которая пассивирует поверхность;
- Многие кремнийорганические соединения в контакте с кислородом воздуха и водяными парами окисляются или гидролизуются с образованием в конечном итоге диоксида кремния;
- Монооксид кремния ({\displaystyle {\ce {SiO}}}) на воздухе способен (иногда со взрывом) окисляться до высокодисперсного диоксида кремния.

## Комментарии
1. ↑  Указан диапазон значений атомной массы в связи с неоднородностью распространения изотопов в природе.